# Blepharidopterus angulatus
Blepharidopterus angulatus ist eine Wanzenart aus der Familie der Weichwanzen (Miridae).

## Merkmale
Die Wanzen werden 4,9 bis 5,8 Millimeter lang. Sie haben einen schlanken, blaugrünen Körper mit parallelen Seitenrändern. Auf den ziemlich stark beborsteten Schienen (Tibien) tragen sie schwarze Flecken, die ein Knie andeuten. Teile der Fühler und auch die hinteren Winkel des Pronotums tragen solche schwarzen Flecken. Das erste Fühlerglied ist ungefähr gleich lang wie der Kopf breit ist. Die Fühler sind bei den Männchen in der Regel sehr lang. Am Schildchen (Scutellum) und den Hemielytren tragen sie variabel gefärbte gelbe Flecken. Sowohl die Männchen als auch die Weibchen sind voll geflügelt (makropter) und können gut fliegen.

## Vorkommen und Lebensraum
Die Art ist in ganz Europa und in Nordafrika sowie östlich bis nach Zentralasien verbreitet. Sie wurde durch den Menschen in Nordamerika eingeschleppt und ist dort weit verbreitet. In Mitteleuropa kommt sie überall häufig vor und steigt in den Alpen bis weit über 1500 Meter Seehöhe.
Besiedelt werden vor allem feuchtere, halbschattige Lebensräume, man findet die Wanzen aber auch auf isoliert stehenden Bäumen.

## Lebensweise
Die Wanzen ernähren sich überwiegend räuberisch auf verschiedenen Laubgehölzen. Man findet sie vor allem auf Erlen (Alnus) und Birken (Betula), aber auch an Haseln (Corylus), Eschen (Fraxinus), Ulmen (Ulmus), Linden (Tilia), Weiden (Salix), Pappeln (Populus), Hainbuchen (Carpinus) und Buchen (Fagus). Gelegentlich saugen auch an den unreifen Samen der Pflanzen.

## Belege